# Ann Dowd
Ann Margaret Dowd (Holyoke, 30 de janeiro de 1956) é uma atriz norte-americana.  Ela apareceu em vários filmes, incluindo Green Card (1990), Lorenzo's Oil (1992), Philadelphia (1993), Garden State (2004), The Manchurian Candidate (2004), Marley & Me (2008), Compliance (2012), Efeitos colaterais (2013), São Vicente (2014), Capitão Fantástico (2016), Hereditário (2018) e Missa (2021). Por Compliance , ela ganhou o prêmio National Board of Review de Melhor Atriz Coadjuvante. por ssua atuação em Missa, ela recebeu indicações ao British Academy Film Awards e ao Prêmios Critics' Choice Movie.
Dowd foi regular na série da HBO The Leftovers (2014–2017), pela qual recebeu uma indicação ao Primetime Emmy Award de Melhor Atriz Convidada em Série Dramática. Ela interpreta a tia Lydia Clements na série do Hulu The Handmaid's Tale (2017–presente), pelo qual ela ganhou o Primetime Emmy Award de Melhor Atriz Coadjuvante em Série Dramática.

## Biografia
Ann Margaret Dowd nasceu em 30 de janeiro de 1956, em Holyoke, Massachusetts. Seu irmão, John Dowd Jr., é presidente da The Dowd Agencies, uma companhia de seguros iniciada por seu bisavô.  A irmã de Dowd, Elizabeth Dowd, é terapeuta de desenvolvimento e treinadora de pais; a irmã Clare Dowd é diretora executiva do Creative Action Institute; a irmã Deborah Dowd é psicoterapeuta e ex-presidente do Massachusetts Institute for Psychoanalysis; e seu irmão Gregory Dowd é médico veterinário. Seu avô paterno era James "Kip" Dowd , um ex-jogador de beisebol da Liga Principal do Pittsburgh Pirates.
A família de Dowd é católica irlandesa. Ela frequentou a Williston Northampton School , onde atuou em peças escolares. Dowd se interessou por atuar ainda jovem, mas foi dissuadida por sua família no início porque eles não aprovavam que ela seguisse a carreira de atriz. Ela se formou em 1978 no College of the Holy Cross em Worcester, Massachusetts , onde grande parte da família de Dowd também estudou. Em Holy Cross, ela era uma estudante de pré-medicina e teve aulas de atuação. Dowd credita seus instrutores e colega de quarto na época por persuadi-la a abandonar a faculdade de medicina e seguir sua paixão por atuar.

## Carreira
A primeira aparição de Dowd foi no filme para televisão de 1985, First Steps, com a também atriz de Chicago Megan Mullally. Ela apareceu em muitos programas de televisão populares, incluindo House e Louie, em ambos os quais ela interpretou uma freira. Outros programas incluem Chicago Hope, The X-File , Third Watch, NYPD Blue, Judging Amy e Freaks and Geeks, no qual ela interpretou a mãe de Busy Philipps. Dowd também apareceu em muitos episódios da franquia Law & Order. Em 1995, ela interpretou Rose Long, a primeira senadora da Louisiana, no filme para televisão Kingfish, contracenando com John Goodman. Em 2008, ela apareceu no filme para televisão Taking Chance, estrelado por Kevin Bacon . Dowd foi uma série regular em Nothing Sacred , que foi filmado em Los Angeles e exibido por uma temporada (97/98), na qual ela interpretou uma freira. Por esse papel, ela foi indicada ao prêmio VQT de Melhor Atriz Coadjuvante. Dowd também co-estrelou em The Leftovers como Patti Levin, líder do grupo The Guilty Remnant. Em 2017, Dowd começou a estrelar como Tia Lydia Clements na série Hulu The Handmaid's Tale, pela qual ela ganhou um Prêmio Emmy do horário nobre.
Em 2021, ela foi escalada como Edna Garrett para a terceira parcela de Live in Front of a Studio Audience na ABC , apresentando Diff'rent Strokes e o spin-off The Facts of Life.
Dowd apareceu na Broadway três vezes. Em 1993, ela recebeu o Prêmio Clarence Derwent por sua atuação de estreia na Broadway na peça Candida, estrelada por Mary Steenburgen. Em seguida, ela apareceu em Taking Sides (1996) com Elizabeth Marvel e Vera Farmiga, que era a substituta de Dowd. Em 2008 ela apareceu em The Seagull, estrelado por Carey Mulligan e Kristin Scott Thomas. Dowd também ganhou três prêmios Jeff por seu trabalho no teatro de Chicago, incluindo o prêmio de Melhor Atriz Coadjuvante em 1987 por seu papel como Emma Brookner em The Normal Heart]. Em 2007, Dowd interpretou o papel da irmã Aloysius in Doubt no George Street Playhouse. O New York Times descreveu seu desempenho como "arrepiante" e disse que ela foi "magistral nesse papel". Em 2011, Dowd atuou Off-Broadway em Blood from a Stone, interpretando a mãe de Ethan Hawke. Em 2015, Dowd estrelou a peça de Naomi Wallace, Night is a Room no Signature Theatre.
Dowd estrelou Shiloh (1997) e suas sequências, Shiloh 2: Shiloh Season (1999) e Saving Shiloh (2006) como Louise Preston. Ela apareceu no filme cult de 1997 All Over Me e no filme Apt Pupil de 1998, no qual interpretou a mãe do personagem de Brad Renfro. Dowd atuou em dois filmes dirigidos por Jonathan Demme, como Jill Beckett, irmã do personagem de Tom Hanks, Andrew Beckett, em Filadélfia (1993), e em The Manchurian Candidate (2004), estrelado por Meryl Streep. Também em 2004, Dowd interpretou a mãe de Natalie Portman. Sua personagem de Garden State e apareceu em The Forgotten, estrelado por Julianne Moore. Em 2005, ela estrelou ao lado de Gretchen Mol em The Notorious Bettie Page, interpretando Edna Page, a mãe de Bettie Page. Ela também desempenhou o papel da Sra. Strank no filme de Clint Eastwood de 2006, Flags of Our Fathers.
Em 2008, Dowd apareceu em Marley & Me, estrelado por Jennifer Aniston. Ela recebeu ótimas críticas por seu trabalho no filme Compliance de 2012 , que estreou no Sundance Film Festival. No filme, Dowd interpreta Sandra, uma gerente de restaurante de fast food presa em um misterioso pesadelo ético. Por esse papel, Dowd foi indicada ao Independent Spirit Awards de Melhor Atriz Coadjuvante e recebeu o prêmio National Board of Review. Ela desempenhou papéis coadjuvantes em dois filmes de Steven Soderbergh, The Informant! em 2009, e Side Effects em 2013, no qual interpretou a mãe de Channing Tatum no personagem. Ela interpretou o papel coadjuvante de Joan no filme de terror de 2018, Hereditário.

## Filmografia Selecionada
| Ano       | Nome                              | Personagens                                    | Notas                       |
| --------- | --------------------------------- | ---------------------------------------------- | --------------------------- |
| 1985      | First Steps                       | Debby                                          |                             |
| 1990      | Green Card                        | Peggy                                          |                             |
| 1990      | The Days and Nights of Molly Dodd | Nurse Courtney                                 |                             |
| 1992      | Lorenzo's Oil                     | Pediatrician                                   |                             |
| 1993      | Philadelphia                      | Jill Beckett                                   |                             |
| 1994      | It Could Happen to You            | Carole                                         |                             |
| 1994      | The Cosby Mysteries               |                                                |                             |
| 1994      | North and South                   | Maureen                                        | 3 Episódios                 |
| 1995      | Chicago Hope                      | Eleanor Robertson                              |                             |
| 1995      | Bushwhacked                       | Mrs. Patterson                                 |                             |
| 1995      | Kingfish: A Story of Huey Long    | Rose Long                                      |                             |
| 1996      | Shiloh                            | Louise Preston                                 |                             |
| 1997      | All Over Me                       | Anne                                           |                             |
| 1997–1998 | Nothing Sacred                    | Sister Maureen 'Mo' Brody                      | Serie Regular, 20 Episódios |
| 1998      | Apt Pupil                         | Monica Bowden                                  |                             |
| 1999      | Shiloh 2: Shiloh Season           | Louise Preston                                 |                             |
| 1999      | Providence                        | Mary                                           |                             |
| 1999      | The X-Files                       | Mrs. Reed                                      |                             |
| 2000      | NYPD Blue                         | Ann Collins                                    |                             |
| 2000      | Freaks and Geeks                  | Cookie Kelly                                   | 2 Episódios                 |
| 2000      | Judging Amy                       | Mrs. Schleewee                                 | 2 Episódios                 |
| 2000      | Family Law                        |                                                |                             |
| 2001      | Amy & Isabelle                    | Lenora                                         |                             |
| 2001      | The Education of Max Bickford     | Jean                                           |                             |
| 2001–2009 | Law & Order: Special Victims Unit | Louise Durning, Sally Wilkens, Lillian Siefeld | 3 Episódios                 |
| 2002–2003 | Third Watch                       | Sgt. Beth Markham                              |                             |
| 2004      | Garden State                      | Olivia                                         |                             |
| 2004      | House MD                          | Mother Superior                                |                             |
| 2004      | Law & Order: Criminal Intent      | Laurie Manotti                                 |                             |
| 2005      | The Notorious Bettie Page         | Edna Page                                      |                             |
| 2006      | Saving Shiloh                     | Louise Preston                                 |                             |
| 2006      | Flags of Our Fathers              | Mrs. Strank                                    |                             |
| 2007      | Alice Upside Down                 | Aunt Sally                                     |                             |
| 2007      | Gardener of Eden                  | Ma Harris                                      |                             |
| 2007      | The Living Wake                   | Librarian                                      |                             |
| 2007      | The Babysitters                   | Tammy Lyner                                    |                             |
| 2008      | Marley & Me                       | Dr. Platt                                      |                             |
| 2009      | Taking Chance                     | Gretchen                                       |                             |
| 2011      | The Art of Getting By             | Mrs. Grimes                                    |                             |
| 2011      | Pan Am                            | Marjorie Lowrey                                |                             |
| 2012      | Compliance                        | Sandra                                         |                             |
| 2012      | Bachelorette                      | Victoria                                       |                             |
| 2013      | Gimme Shelter                     | Kathy                                          |                             |
| 2014–2017 | The Leftovers                     | Patti Levin                                    |                             |
| 2015      | Our Brand Is Crisis               | Nell                                           |                             |
| 2017–2025 | The Handmaid's Tale               | Tia Lydia                                      |                             |

## Prêmios e Indicações

#### Emmy Awards
| Ano  | Categoria                                   | Indicação           | Notas    |
| ---- | ------------------------------------------- | ------------------- | -------- |
| 2017 | Melhor Atriz Convidada em Série Dramática   | The Leftovers       | Indicado |
| 2017 | Melhor Atriz Coadjuvante em Série Dramática | The Handmaid's Tale | Venceu   |
| 2018 | Melhor Atriz Coadjuvante em Série Dramática | The Handmaid's Tale | Indicado |